# Bühne (Harzvorland)
Bühne is een plaats en voormalige gemeente in de Duitse deelstaat Saksen-Anhalt, gelegen in de Landkreis Harz. Bühne telt 558 inwoners.